# Червенощипчест скорпион
Червенощипчестият скорпион (Pandinus cavimanus) е един от най-агресивните представители на семейство Същински скорпиони (Scorpionidae). По външен вид лесно може да бъде сбъркан с Pandinus imperator (Императорски скорпион) и Pandinus viatoris.

## Разпространение и местообитание
Обитава влажните и дъждовни тропически гори на Централна Африка. Среща се в Кения, Заир, Судан, Мозамбик и Сомалия, но най-вече в Танзания. Обича да се крие под камъни, паднали дървета или в плитки дупки по земята.

## Физически характеристики
На размери обикновено е по-малък от императорския скорпион – достига на дължина до 9 – 14 cm. Има червеникаво-кафяво тяло, а щипките му могат да бъдат силно зачервени или в нюанс на червеното. Отровата му е твърде слаба и не може да убие човек, но за сметка на това притежава много силни щипки, като при мъжките индивиди, те са по-големи и много по-червенеещи.

## Хранене
Както повечето скорпиони, активни са основно нощем. Тяхната храна се състои предимно от насекоми, като щурци, скакалци, хлебарки и малки мишлета. Когато ловуват предпочитат да използват основно мощните си щипки за прекършване на плячката си. Използват жилото си само ако се чувстват в опасност.